# Motorstorm: Pacific Rift
Motorstorm: Pacific Rift är ett racingspel till Playstation 3. Det är det andra spelet i Motorstorm-serien och släpptes i november 2008. Spelet har 16 banor och stöd för 12 spelare online samt även offline split-screen för upp till 4 spelare. Ett annat nytt med spelet är den nya fordonstypen monstertruck. Spelet har sålt över en miljon exemplar tills datumet 9 december 2008.

## Gameplay
Denna gång lämnar man Monument Valley och spelar på en söderhavsparadisö full med interaktiv växtlighet. 
Spelaren kan tävla inom 3 olika racinglägen:
- Festivalläget: där spelaren tävlar inom 16 förgrenade banor på ön som delas upp i fyra tävlingszoner, Fire Zone, Air Zone, Earth Zone och Water Zone. Tävlingarna är mellan 2 och 3 varv långa.
- Hastighetsrace: är en tävlingsrace som består av ett flertal kontrollstationer i spelets samtliga banor. Föraren måste gå igenom alla kontrollstationer så fort som möjligt för att få extra tid på sig innan tiduret tar slut.
- Elimineringsrace: är ett överlevnadsrace där man ska efter en viss tid undvika att bli eliminerad (då man är i sista plats av ett visst antal fordon). För varje femtonde sekund under racet blir ett fordon eliminerat.

En ny funktion i spelet är att det finns tillgång till vatten i form av floder, dammar och vattenfall. Vatten kyler ner fordonets motorer, som då är en ny sorts av racingtaktik. Men somliga fordon kan dock saktas ner på grund av vissa djupa vattentillstånd som till exempel hav eller djupa dammar.
Spelet innehåller alla de sju fordonsklasserna från förra spelet, som inkluderar motorcykel, fyrhjuling, buggybil, rallybil, tävlingslastbil, mudplugger och långtradare, samt den nya fordonsklassen Monstertruck. Monstertruckar har förmågan att köra över fordon (utom de största), bryta ner vegetation och förstöra olika strukturer. Motorcyklar har nya funktioner, de kan bland annat göra kanin hopp och har förmågan att ducka. Spelaren kan nu välja drivrutiner från Garage-menyn och behöver inte förlita sig på att ta fordon beroende på förarens kön. Spelaren kan dessutom ramma andra förare med sitt fordon, när man åker motorcykel eller fyrhjuling så kan spelaren istället rikta ett knytnävslag mot andra motor- eller fyrhjulingscyklister. 
Skärmdumps-funktionen tillåter spelaren att ta en bild under sitt race, som sedan kan skickas till PlayStation 3:s hårddisk.

## Banor
De 16 banorna befinner sig inom vulkaniska berg, stränder, djungel, berghålor samt en sliten sockerfabrik. De olika banorna är:
- Kanaloa Bay
- Razorback
- Mudslide
- Sugar Rush
- Caldera Ridge
- Badlands
- Rain God Spires
- The Edge
- Wildlife
- Paradise Beach
- The Rift
- Scorched
- Cascade Falls
- Beachcomber
- Riptide Driftwood
- Colossus Canyon

Sex banor till kan man köpa från Playstation Store inom två expansionspaket:
Adrenaline Expansion Pack
- Reef Runner
- Brimstone
- Hollowed Earth

Speed Expansion Pack
- Quicksands
- Dark Fire Swamp
- Engorged

Inom båda expansionspaketen inkluderas även 8 vulkaniska banor, inspirerade från 8 banor från spelet. 

## Soundtracks
Spelet innehåller 46 låtar, varav 9 av dem är exklusiva för själva spelet. De kända banden och artisterna som visas på MotorStorm: Pacific Rift:s billbordlista är bland annat Megadeth, Nirvana, Queens of the Stone Age, David Bowie, Death from Above 1979, Pendulum, Fatboy Slim och Slipknot. Spelaren kan även spela sin egen musik via Playstation 3:s hårddisk.
- Alex Metric – In Your Machine
- Amon Tobin – Trickstep (Exklusiv Pacific Rift låt)!
- Animal Alpha – Fire Fire Fire
- Aphex Twin - Come To Daddy (Pappy Mix)
- Black Daniel – Gimme What You Got (Alex Metric Remix)
- Black Sun Empire & State Of Mind – Red Velvet VIP
- Black Tide – Show Me The Way
- Bodysnatchers – Twist Up
- Boys Noize – Lava Lava
- Bullets and Octane – I Ain't Your Savior
- Clutch – Pure Rock Fury
- Cut In The Hill Gang – Soul To Waste (Exklusiv Pacific Rift låt)
- David Bowie – Queen Bitch
- Death From Above 1979 – Blood On Our Hands (Justice Remix)
- Death From Above 1979 – Romantic Rights (Erol Alkins Re-Edit)
- DJ Fresh – Chainsaw
- Fatboy Slim - Everybody Needs A 303 (Plump DJs remix)
- Goose – Black Glove (Bloody Beetroots Remix)
- Hadouken - Liquid Lives (Noisia instrumental mix)
- Herve - Zombie Dance (Exklusiv Pacific Rift låt)
- In Flames - Move Through Me
- Leftfield - Phat Planet
- Machine Head – Davidian
- March – Influence (Exklusiv Pacific Rift låt)
- Megadeth – Sleepwalker
- Ministry - Jesus Built My Hotrod
- Nick Thayer - Mind Control
- Nirvana – Swap Meet (Exklusiv Pacific Rift låt)
- Noisia - Groundhog (Exklusiv Pacific Rift låt)
- Parker - Western Soul featuring Rasco (Aphrodite Remix – Exklusiv Pacific Rift låt)
- Pendulum - Tarantula (ft Fresh, $pyda & Tenor Fly)
- Primal Scream - Necro Hex Blues
- Queens Of The Stone Age - Sick Sick Sick
- Saving Abel – New Tattoo
- Saviours – Caverns Of Mind
- Simian Mobile Disco – Parachute
- Slipknot – Sulfur
- South Central – Golden Dawn
- Supa Bajo - Lalula (instrumentell)
- The Exploders - Wolf Cub (Exklusiv Pacific Rift låt)
- The Hives - No Pun Intended
- The Planets – Slasher Exclusif!
- The Qemists - Speed Freak (Exklusiv Pacific Rift låt)
- The Qemists – Stompbox
- The Whip – Trash
- Ulterior – Weapons